# Asclepias cordifolia
Asclepias cordifolia är en oleanderväxtart som först beskrevs av George Bentham, och fick sitt nu gällande namn av Jepson. Asclepias cordifolia ingår i släktet sidenörter, och familjen oleanderväxter. Inga underarter finns listade i Catalogue of Life.